# Cimetière de Roubaix
Der Cimetière de Roubaix ist der größte städtische Friedhof der nordfranzösischen Stadt Roubaix. Er beherbergt ungefähr 30.000 Grabstätten und wurde als Folge der starken Ausdehnung des Stadtgebietes und des enormen Bevölkerungswachstums in der Mitte des 19. Jahrhunderts an seinem heutigen Standort erbaut. Der Friedhof besitzt mit über 500 Mausoleen die größte Anzahl an Grabkappelen in Europa.

## Lage

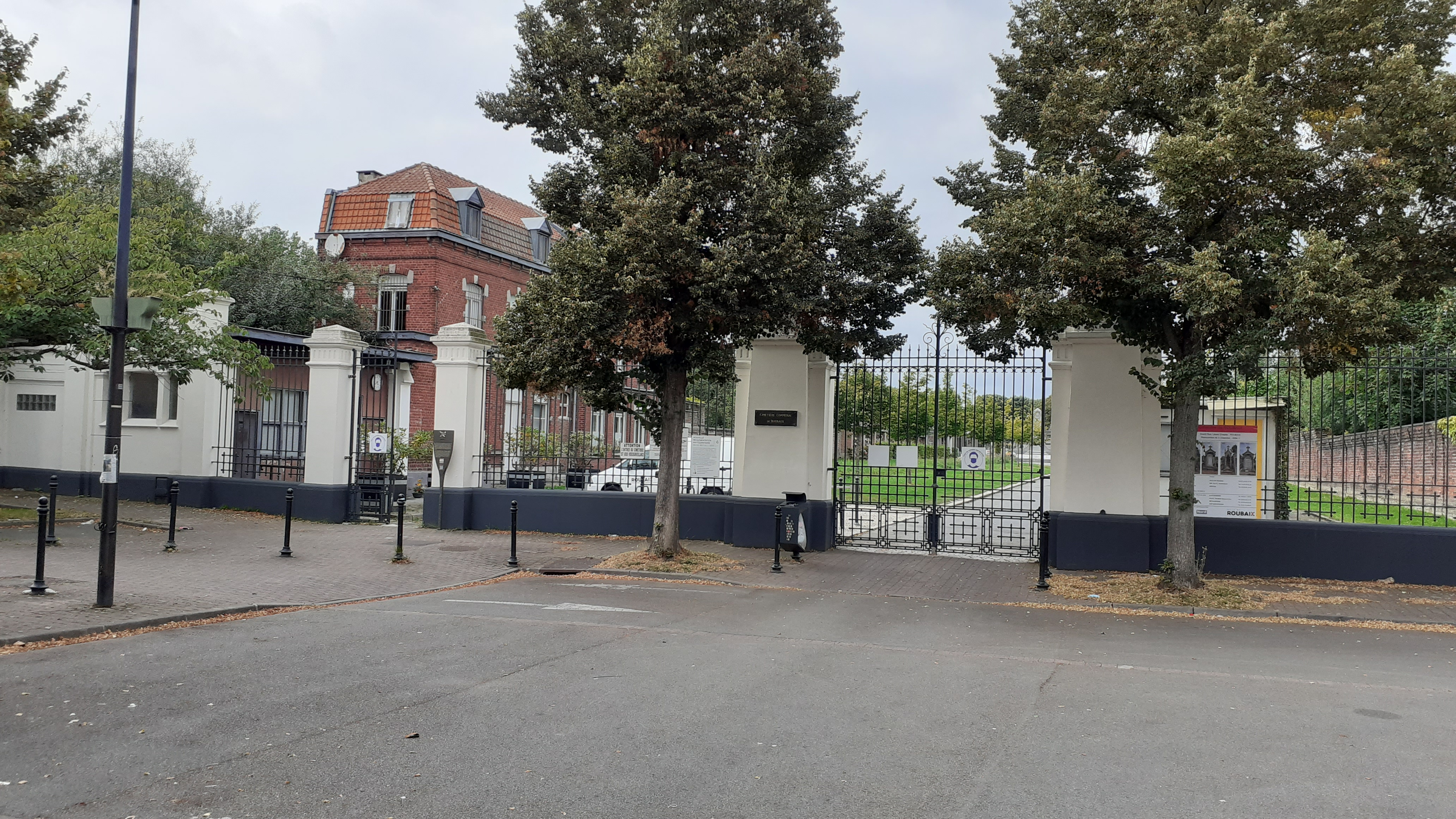
Haupteingang des Friedhofs

Der viereckige Friedhof mit einer Fläche von 17 Hektar liegt im Stadtviertel Entrepont im Osten des Stadtzentrums und ist durch den Canal de Roubaix von letzterem getrennt.
Er besitzt drei Eingänge: Der Haupteingang liegt an der Grand’Rue an der Südgrenze des Friedhofes. Ein weiterer Eingang liegt auf der entgegengesetzten Seite des Friedhofes an der Rue de Cartigny. Der dritte Eingang liegt an der Straßeneinmündung der Rue Ampère, die den Friedhof über eine Brücke über den Canal de Roubaix erreicht. Nach Norden verläuft der Quai de Rouen, nach Süden der Quai de Toulon entlang des Friedhofes.

## Gestaltung
Durch den Friedhof von Roubaix führen lange durchgehende Wege in Nordwest-Südost-Richtung sowie in dazu rechtwinklig verlaufender Richtung, die ihn in ungefähr 40 Quadrate aufteilen. Diese Quadrate sind selber mit kleineren Zugängen und Wegen versehen.
Einige der Wege, vor allem entlang der Längsachse des Friedhofes, sind mit Baumreihen bepflanzt.
Der Friedhof spiegelt die Geschichte der Stadt wider, was an den üppig gestalteten Grabstätten, Kapellen und Mausoleen der Industriellen- und Handelsfamilien entlang der Hauptwege und der dahinter oder abseits liegenden Grabstätten der ärmeren Arbeiterfamilien zu erkennen ist.
Wie zahlreiche Friedhöfe in Nordfrankreich, verfügt auch dieser über einen abgetrennten Teil, der als Soldatenfriedhof genutzt wird und die Gefallenen der beiden Weltkriege beherbergt sowie die Gefallenen der Résistance und einige zivile Kriegsopfer.

### Besonders gestaltete Grabstätten
- Das Grabmal der Familie Frasez
- Die Kapelle des Industriellen Amédée Prouvost
- Das Grabdenkmal der Familie Bulteaum-Mimerel
- Der Sarkophag von Constantine Descat, Bürgermeister von Roubaix
- Die neugotische Kapelle des Industriellen Louis Motte-Bossut
- Die aus Backsteinen errichtete Kapelle von Eugène Motte, Bürgermeister von Roubaix

## Geschichte
Bevor der Friedhof von Roubaix seinen heutigen Standort im Westen der Stadt fand, wurde er mehrmals verlegt. Wie es in mittelalterlichen Städten üblich war, umgab der Friedhof die Église Saint-Martin im Stadtzentrum. Als man die Friedhöfe der Stadtzentren als Ursache für den Ausbruch von Epidemien betrachtete – Roubaix wurde dreimal im 17. und 18. Jahrhundert von der Pest getroffen –, verlegte man den Friedhof außerhalb des Stadtgebietes. Die zahlreichen Pestopfer vor allem aus ärmeren Familien fanden häufig nicht ihre letzte Grabstätte auf dem Friedhof, sondern wurden in Massengräbern entlang der heutigen Rue de l’Espérance (deutsch Straße der Hoffnung) bestattet.
Aufgrund der hygienischen Vorsorge wurde 1804 der Friedhof vom Champ de Beaurewaert eröffnet, stellte sich jedoch bereits drei Jahre später als zu klein heraus.
Daraufhin wurde der Cimetière du Fresnoy im Jahr 1809 an der Stelle eröffnet, an der sich heute die École Nationale Supérieure des Arts et Industries Textile (E.N.S.A.I.T.) befindet. Man hatte jedoch auch hier nicht mit dem explosionsartigen Anstieg der Bevölkerungszahl gerechnet, sondern war davon ausgegangen, dass diese bis zum Ende des Jahrhunderts die 12.000 Einwohner nicht übersteigen würde. Tatsächlich sollte die Einwohnerzahl durch die florierende Textilindustrie im Jahr 1900 die 120.000 überschreiten. Daher erreichte der Cimetière du Fresnoy bereits 1847 seine Grenzen und befand sich durch die ebenso unerwartete Ausdehnung des Stadtgebietes innerhalb desselben.
Dies führte zur Aufgabe des Friedhofes zugunsten des heutigen Cimetière des Roubaix, der ursprünglich nur vier Hektar umfasste, bald jedoch die 17 Hektar erreichte, die er heute misst.
Siehe auch: Geschichte von Roubaix

## Denkmäler
Hinter dem Haupteingang des Friedhofes befindet sich das Denkmal für die Opfer der Arbeit und Pflichterfüllung (französisch monument aux Victimes du travail et du devoir). Es wurde zum Gedenken an die Tragödie vom 5. November 1883 errichtet, als während eines Großfeuers in der Fabrik Dillies Frères in der Rue des Filatures dutzende vom Feuer eingeschlossene Arbeiter umkamen. Das Denkmal wurde ein Jahr später eingeweiht und allen Opfern von Arbeitsunfällen gewidmet.
Neben diesem Denkmal befand sich früher ein weiteres zum Gedenken an die Gefallenen des Deutsch-Französischen Krieges, das später entfernt wurde.
Ein weiteres Denkmal für Kriegsopfer befindet sich an der Straßeneinmündung des Boulevard de Gaulle (während der Einweihung noch Boulevard de Paris), das vom Bildhauer Descatoires gestaltet und 1925 im Gedenken an die Opfer des Ersten Weltkrieges errichtet wurde. Das Denkmal wurde in den 70er Jahren um einige Hundert Meter von seinem ursprünglichen Standort versetzt.
Ein weiteres Denkmal in Form eines Bildstocks und einer Krypta im geometrischen Zentrum des Friedhofes wurde zum Gedenken an die toten Dekane und Pfarrer der Stadt errichtet.
Am Seiteneingang entlang des Kanals befindet sich ein Denkmal für den ersten sozialistischen Bürgermeister Roubaix’, Henri Carette, in dessen Amtszeit die Eröffnung dieses Seiteneingangs fiel.

## Berühmte Personen, die auf dem Friedhof beigesetzt sind
- Louis Catrice, bekannter Chansonnier aus Roubaix
- Rémy Cogghe (1854–1935), Maler
- Charles Crupelandt (1886–1955), Radrennfahrer und zweimaliger Gewinner des Paris–Roubaix-Rennens
- Constantine Descat († 1878), Bürgermeister von Roubaix
- Jean-Baptiste Glorieux (1724–1797), Ballonfahrer
- Jean-Baptiste Lebas (1878–1944), Bürgermeister und Mitglied der Résistance
- Achille Lepers, Bürgerrechtler und Abgeordneter unter Henri Carette
- Eugène Motte († 1932), Industrieller und Bürgermeister von Roubaix
- Louis Motte-Bossut, Industrieller
- Amédée Prouvost, Industrieller
- Victor Provo, Bürgermeister von Roubaix
- Alfred Reboux, Druckereibesitzers und geschäftsführender Inhaber des Journal de Roubaix (heute Nord-Éclair)
- Jean Joseph Weerts (1847–1927), Maler